# Cryptotomus roseus
Cryptotomus roseus Cope, 1871 é uma espécie de peixes, a única do género monotípico Cryptotomus da família Scaridae.

## Descrição
A IUCN categoriza o estado de conservação da espécie como pouco preocupante (LC). Nenhuma subespécie está listada no Catalogue of Life.